# Uus Eesti

Schriftzug der Zeitung Uus Eesti (1937)

Uus Eesti („Neues Estland“) war in der Zwischenkriegszeit eine überregionale Tageszeitung in Estland.

## Gründung
Vorläufer der Zeitung war das Blatt Kaja („Echo“), das 1935 sein Erscheinen einstellte. Die erste Ausgabe von Uus Eesti erschien am 18. September 1935. Anderthalb Jahre zuvor hatte Regierungschef Konstantin Päts durch einen unblutigen Staatsstreich die Macht in Estland übernommen, die Demokratie weitgehend abgeschafft und ein autoritäres Regime errichtet. Im Dezember 1934 wurden Presse- und Meinungsfreiheit stark eingeschränkt. Im März 1935 verfügte die Regierung die Schließung der Zeitung Maaleht und stellte im Juli die Zeitung Postimees unter staatliche Zwangsverwaltung.

## Ziele
In der ersten Ausgabe von Uus Eesti (S. 4) formulierte die Zeitung den Zweck ihrer Gründung und die programmatische Ausrichtung unter der Überschrift „Uus Eesti“ ja tema sihid („‚Uus Eesti‘ und ihre Ziele“): Eine neue Epoche der estnischen Geschichte habe begonnen. Alle Esten müssten jetzt nach vorne blicken. Es gehe um nicht weniger als den Aufbau eines neuen Estlands und der Schaffung einer estnischen Nation. Maßstab seien für die Redaktion die Interessen des Volkes und des Staates: „Alles, was die Regierung zum Nutzen des Volkes und der Allgemeinheit unternimmt, unterstützen wir gerne.“

## Redaktion
Die Redaktion befand sich in der estnischen Hauptstadt Tallinn. Chefredakteure in der Geschichte von Uus Eesti waren Artur Tupits (1892–1941) und Hugo Kukke (1898–1942). Beide machten Uus Eesti zu einem führenden Sprach- und Propagandaorgan der autoritären Regierung unter Konstantin Päts.
Von 1935 bis 1938 leitete der renommierte Schriftsteller Albert Kivikas die Kulturredaktion von Uus Eesti. Ab der ersten Ausgabe der Zeitung erschien sein Hauptwerk, Nimed marmortahvlil („Die Namen auf der Marmortafel“), als patriotischer Fortsetzungsroman. Darin erzählt er die Geschichte estnischer Jugendlicher, die im Estnischen Freiheitskrieg (1918–1920) gegen Sowjetrussland kämpfen.

## Verbot
Mit der sowjetischen Besetzung Estlands wurde Uus Eesti am 21. Juni 1940 verboten. An folgenden Tag wurde die Zeitung in Rahva Hääl („Volksstimme“) umbenannt. Sie war fortan das Propagandablatt der Kommunistischen Partei Estlands (EKP).